# Emtinghausen
Emtinghausen (plattdeutsch Emhusen) ist eine niedersächsische Gemeinde mit rund 1500 Einwohnern, die innerhalb des Landkreises Verden zur Samtgemeinde Thedinghausen zählt. Sie setzt sich zusammen aus dem Hauptort Emtinghausen sowie der 1972 eingemeindeten Ortschaft Bahlum.

## Geographie
Der Ort erstreckt sich zwischen dem Einflussbereich der Weser-Flussniederung und dem Beginn der Syker Geest. Das Gemeindegebiet weist in Nord-Süd-Ausdehnung eine Länge von etwa 7,2 Kilometern auf, während es an der breitesten Stelle von Ost nach West 4,8 Kilometer misst. Dominiert wird es von landwirtschaftlichen Flächen. Zusammenhängende Waldstücke existieren lediglich an der nordwestlichen Gemeindegrenze (21,2 ha), im Süden in der Gemarkung Willenbruch (26,5 ha) sowie am Bahlumer Restaurant „Waldschänke“ (6,7 ha). Der Kernbereich der Ortschaft Emtinghausen liegt wie ein Keil in einer V-förmigen Bruch-Landschaft, an der das Gemeindegebiet mit seinem östlichen Drittel auch Anteil hat. Dieses Bruch spannt sich mit Süstedt als südlichem Ausgangspunkt zwischen Schwarme und Thedinghausen einerseits sowie Riede, Okel, Wachendorf und Gödestorf andererseits.
Bekanntester Fluss Emtinghausens ist die Eiter, die auf einer Länge von 5,2 Kilometern die östliche Gemeindegrenze bildet. Ihr linksseitiger Nebenfluss Kleine Eiter entspringt im Süden des Ortes und fließt – ebenfalls teilweise die Grenze bildend – 5,8 Kilometer durch die Gemeinde. Abgesehen von größeren und oftmals benannten Entwässerungsgräben ist noch der Blankenwaters Wiesengraben (anfangs Imhorstgraben und Herrenkampgraben genannt) zu erwähnen, der ebenfalls im Süden des Gemeindegebietes entspringt und dieses, hauptsächlich den Ortsteil Bahlum, während seines Verlaufes nach Norden auf einer Länge von 4,6 Kilometern durchfließt. Im Süden wird das Gemeindegebiet zudem auf 1,1 Kilometern vom Süstedter Bach begrenzt. Parallel zu diesem fließt darüber hinaus drei Kilometer lang der Bahlumer Bach durch das Gemeindegebiet. Die einzigen nennenswerten Stillgewässer der Gemeinde sind zwei kleinen Seen im Winkel zwischen Syker Straße und Geersstraße (Ortsteil Emtinghausen) sowie im Winkel zwischen Imhorstgraben und Herrenkampgraben (Ortsteil Bahlum).
Im Juni 2015 gestaltete sich die Flächenaufteilung des Gemeindegebietes wie folgt:

## Geschichte
Bei Bauarbeiten an der Straße Alter Postel entdeckte man einige Funde von einem Urnenfriedhof aus der Bronzezeit, die belegen, dass bereits damals Menschen im Gebiet der heutigen Gemeinde siedelten. Die ersten systematischen Siedlungen lassen sich ab dem 7. Jahrhundert nachweisen. Sie entstanden auf den leicht erhöhten Talsanden im Bereich des heutigen Eyterdeiches, wo sie vor den regelmäßigen Überschwemmungen vergleichsweise sicher waren.
Ab etwa 1100 kam es zu einem Siedlungsvorstoß in höher gelegene Teile des Gemeindegebietes. Durch Rodungen in der damals buschbewachsenen Heidelandschaft und den feuchteren Brüchen entstand dabei eine lockere Einzelhof-Streusiedlung, die im Gegensatz zur bisherigen Form des Reihendorfes stand. Die neuen Höfe wurden teilweise auf kleinen, aufgeschütteten Erhebungen oder Wurten errichtet und können als „Einzelhof-Kampfsiedlungen“ (wegen des Kampfes gegen die Natur) bezeichnet werden. Vermutlich entstand das Dorf ebenso wie Bahlum als spätmittelalterliche Nachsiedlung im Auftrag des bremischen Erzbischofs. Neben den Altbauern waren auch steuerzahlende Pflug- und Handkötner siedlungsberechtigt. Die erste urkundliche Erwähnung des Ortes als Emetinghusen datiert aus dem Jahre 1260. Die Bezeichnung wird gemeinhin als „Haus an der Emte“ gedeutet, was auf einen früheren Nebenfluss der Weser hindeutet.
Im Rahmen des Westfälischen Friedens von 1648 erwarb das schwedische Reich unter anderem die administrativ vereinigten Herzogtümer Bremen-Verden und damit auch Emtinghausen. Nun wurden auch Brinksitzer zur Siedlung zugelassen. Die Emtinghauser Höfe waren dem Amt Thedinghausen, dem Kloster Heiligenberg, der Kirche zu Lunsen oder auch adeligen Grundherren dienst- und zinspflichtig. Im Anschluss an den Bremen-Verdener Feldzug kamen Emtinghausen und die übrigen Ortschaften des Amtes Thedinghausen 1679 infolge des Friedensvertrages von Celle – ausgehandelt zwischen Vertretern der Könige Schwedens und Frankreichs auf der einen sowie Vertretern des Fürstentums Braunschweig-Wolfenbüttel und des Fürstentums Lüneburg auf der anderen Seite – in den Besitz des Fürstentums Braunschweig-Wolfenbüttel. Im Zeitraum von 1772 und 1800 entstand zwischen Emtinghausen und Bahlum die Gemeinde Neudorf. Es handelte sich um eine Siedlung mit 25 Anbaustellen. Sie wurde bereits 1850 wieder aufgelöst und auf Emtinghausen und Bahlum aufgeteilt. Umfangreiche Verkoppelungen und die Melioration des Eyterbruches führten im 18. und 19. Jahrhundert zu einem signifikanten Zuwachs an fruchtbarem Weide- und Ackerland.
Zu Beginn des 20. Jahrhunderts verstärkte sich die bauliche Entwicklung im heutigen Ortskern an der Kreuzung von Syker Straße und Bremer Straße. Die räumliche Nähe zu Bremen und eine wachsende Mobilität führte zu einer weiteren Entwicklung des Ortes, die sich insbesondere nach 1945 durch die steigende Zahl von Wohngebäuden bemerkbar machte. Im Juli 1972 kam es im Zuge einer Gemeindereform zu mehreren administrativen Änderungen: Am 1. Juli wurde Bahlum als Ortschaft nach Emtinghausen eingemeindet und zusammen mit den anderen Gemeinden des Amtes Thedinghausen wurde Emtinghausen aus dem Landkreis Braunschweig herausgelöst und dem umgestalteten Landkreis Verden zugeordnet. Durch Zusammenschluss von fünf Mitgliedsgemeinden, darunter Emtinghausen, entstand am 21. Juli die Samtgemeinde Thedinghausen.

## Politik

### Gemeinderat
- Grüne: 2
- SPD: 2
- WGE: 3
- CDU: 4

Der Rat der Gemeinde Emtinghausen besteht aus elf Ratsfrauen und Ratsherren. Dies ist die im niedersächsischen Kommunalverfassungsgesetz festgelegte Anzahl für die Mitgliedsgemeinde einer Samtgemeinde mit einer Einwohnerzahl zwischen 1.001 und 2.000 Einwohnern. Die Ratsmitglieder werden durch eine Kommunalwahl für jeweils fünf Jahre gewählt. Die aktuelle Amtszeit begann am 1. November 2021 und endet am 31. Oktober 2026. Die Gemeindeverwaltung hat ihren Sitz im ehemaligen Schulgebäude.
Die vergangenen Gemeinderatswahlen ergaben folgende Sitzverteilungen:
| Partei          | 2021     | 2016     | 2011     | 2006     | 2001     |
| --------------- | -------- | -------- | -------- | -------- | -------- |
| CDU             | 4        | 4        | 3        | 3        | 4        |
| WG Emtinghausen | 3        | 3        | 4        | 5        | 5        |
| GRÜNE           | 2        | 2        | 2        | 1        | —        |
| SPD             | 2        | 2        | 2        | 2        | 2        |
| Gesamt          | 11 Sitze | 11 Sitze | 11 Sitze | 11 Sitze | 11 Sitze |

### Bürgermeister
Der Gemeinderat bestätigte nach der Kommunalwahl 2016 das Gemeinderatsmitglied Gerold Bremer (CDU) als ehrenamtlichen Bürgermeister für die aktuelle Wahlperiode. Er hat dieses Amt bereits seit 2014 inne. Vor ihm amtierten:
- 1972–1981: Herbert Wilkens (WG)
- 1981–1986: Heinz Elmers (CDU)
- 1986–2002: Karsten Wilkens (WG)
- 2002–2014: Hanfried Lübkemann (WG)
- seit 2014: Gerold Bremer (CDU)

### Landes- und Bundespolitik
In Hinblick auf Bundestagswahlen gehört Emtinghausen zum „Wahlkreis Osterholz – Verden“ (Nummer 34), in dem seit 2009 Andreas Mattfeldt (CDU) das Direktmandat innehat. Bei niedersächsischen Landtagswahlen ist der Ort dem „Wahlkreis Verden“ (Nummer 61) zugeordnet, den seit 2017 Dörte Liebetruth (SPD) als Direktkandidatin im Parlament vertritt.

### Hoheitszeichen
Gemäß der Gemeindehauptsatzung lautet die Blasonierung des Emtinghauser Wappens:
„In Grün ein halbmondförmiger mit einer blauen Wellenleiste belegter goldener Schildfuß, in der Mitte ausgezogen zu einem Pedum, dessen Krümme in einer sillbernen Blüte endend, den Schaft beiderseits schräg besteckt mit je einer goldenen Ähre; das Ganze flankiert von je einem goldenen Fachwerkhaus.“
Die offizielle Flagge des Ortes ist horizontal in der Mitte geteilt, mit einem oberen goldenen und einem unteren grünen Randstreifen, und ist belegt mit dem Wappen.

## Infrastruktur

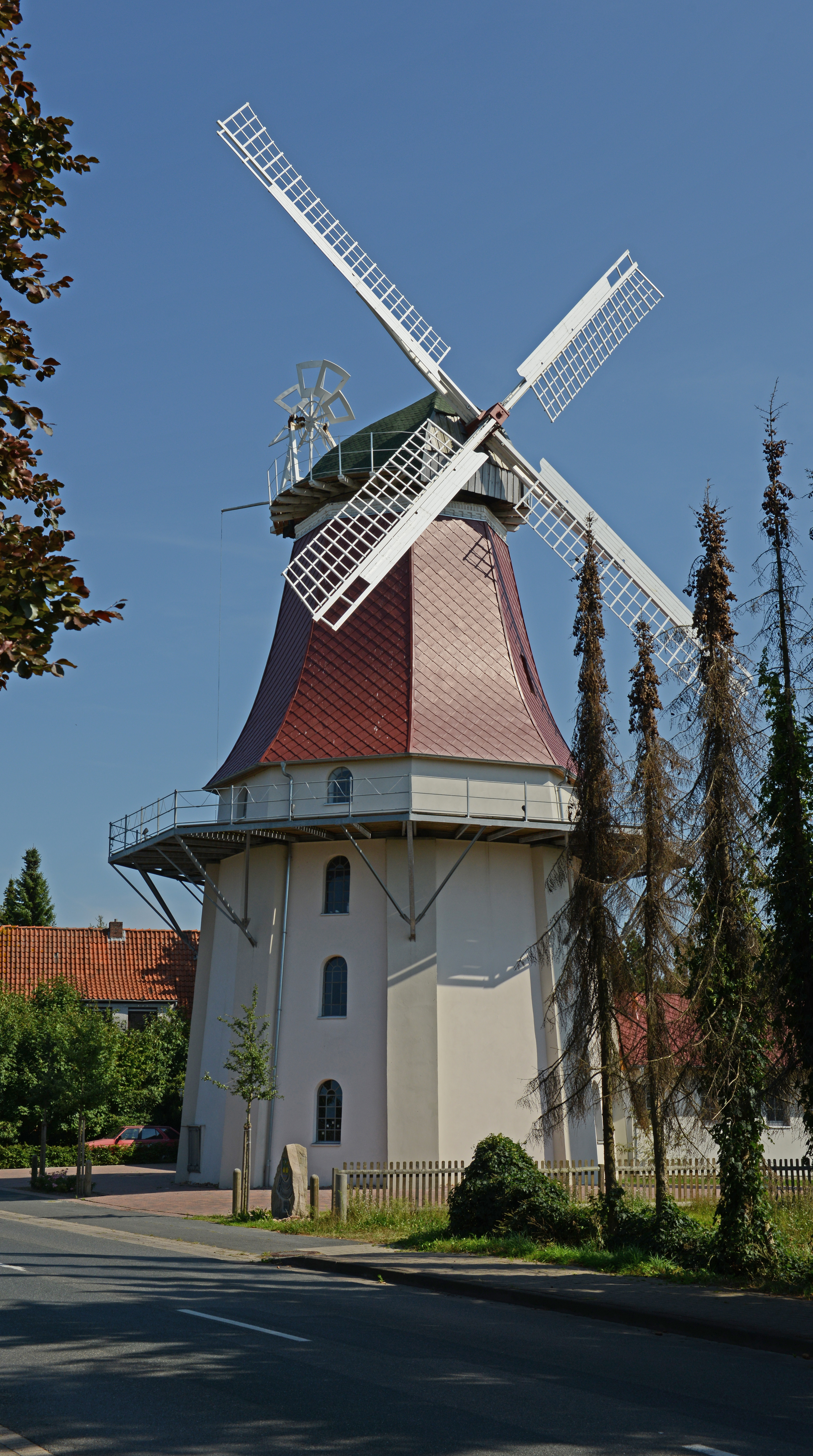
Die an der „Niedersächsischen Mühlenstraße“ gelegene Galerieholländerwindmühle von 1873 ist eine Sehenswürdigkeit Emtinghausens.

### Verkehr
Die Gemeinde gehört zum Gebiet des Verkehrsverbundes Bremen/Niedersachsen. Über die Buslinie 750, die im Thedinghausener Ortsteil Morsum beginnt und eine direkte Verbindung ins Stadtzentrum Bremens bietet, ist Emtinghausen mit vierzehn Haltestellen an den öffentlichen Personennahverkehr angeschlossen. Darüber hinaus bedienen die Buslinien 107 (Schwarme–Syke) und 702 (Achim–Achim) jeweils vier Haltestellen im Gemeindegebiet. Zwischen 1997 und 2005 wurde zudem während der Sommermonate ein Shuttlebus – ein sogenannter „Badebus“ – zum Freibad Schwarme angeboten.
Es verläuft kein Schienennetz durch das Emtinghauser Gemeindegebiet, über das der Ort an den Zugverkehr angeschlossen wäre. Die nächstgelegenen regulären Bahnhöfe für den Personenverkehr befinden sich linksseitig der Weser in Syke, Barrien und Kirchweyhe sowie rechtsseitig der Weser in Achim und Baden.

### Medien
Die Gemeinde Emtinghausen liegt im Verbreitungsgebiet sowohl des in Bremen herausgegebenen Weser-Kuriers als auch der in Syke verlegten Kreiszeitung.

### Religion
Der Ort verfügt über kein eigenes Kirchengebäude. Er gehört zum Einzugsbereich der evangelisch-lutherischen Maria-Magdalenen-Gemeinde in Thedinghausen sowie der römisch-katholischen Pfarrkirche St. Matthias in Achim. An der Schulstraße liegt ein 0,6 Hektar großer Friedhof, der von der Samtgemeinde Thedinghausen verwaltet wird. Die zugehörige kleine Friedhofskapelle kann interkonfessionell genutzt werden. Gottesdienste finden dort am Karfreitag, an Pfingsten, zum Erntedankfest, am Volkstrauertag, am Totensonntag sowie an Silvester statt.
Im Ersten Weltkrieg kamen 42 und im Zweiten Weltkrieg 38 männliche Bewohner Emtinghausens ums Leben. An sie wird auf dem Friedhof mit zwei Kriegerdenkmälern erinnert.

### Bildung
Unmittelbar neben dem Friedhof befindet sich das ehemalige Schulgebäude der Gemeinde. Als 1963 die Volksschule Thedinghausen in eine sogenannte Mittelpunktschule umgewandelt wurde, mussten auch Schüler der umliegenden Gemeinden – inklusive Emtinghausen – diese ab der achten Klassenstufe besuchen. Ende Juni 1976 wurde die Schule in Emtinghausen geschlossen. Wenig später zog ein noch heute bestehender Kindergarten in das Haus ein.

### Wirtschaft
In Emtinghausen existieren keine großflächigen Gewerbegebiete. Hauptsächlicher Wirtschaftsfaktor ist die Landwirtschaft. Abgesehen von einzelnen kleineren Geschäften sind die größten Unternehmen im Ort ein Baustoff-Handel, ein landtechnisches Lohnunternehmen sowie ein Autohaus.
Über lange Zeit war in der Syker Straße die Emtinghauser Molkerei ansässig, ehe diese 1969 mit der Thedinghauser Molkerei fusioniert und der Standort bald darauf aufgegeben wurde. An der Bremer Straße befand sich zwischen 1975 und 2016 – unter einer Vielzahl von Namen und mit häufig wechselnden Besitzern – eine Diskothek, die der Gemeinde beispielsweise 1997 25.000 D-Mark Vergnügungssteuer-Einnahmen bescherte. Auf dem Grundstück direkt neben der Diskothek war bis Anfang der 2000er Jahre ein moderner Mühlenbetrieb tätig.

### Gemeindeleben
Wichtige Feiern im jährlichen Kalender sind die Osterfeuer in beiden Ortsteilen (Karsamstag und Ostersonntag), das in der Regel an Pfingsten veranstaltete Bahlumer Schützenfest, das Emtinghauser Schützenfest im August sowie das Erntedankfest im September. Letzteres fand erstmals 1976 statt; zur Koordinierung der Organisation hatte man die „Arbeitsgemeinschaft der Emtinghauser Vereine“ ins Leben gerufen. Festivitäten rund um die Windmühle finden am Deutschen Mühlentag (Pfingstmontag) und am Tag des offenen Denkmals (September) statt. In der Gemeinde sorgen die Freiwillige Feuerwehren Emtinghausen (gegründet 1920) und Bahlum für den abwehrenden Brandschutz und die allgemeine Hilfe.
Im September 2017 gewannen die Bürger Emtinghausens die Goldmedaille beim Kreisentscheid (Landkreis Verden) des Wettbewerbes „Unser Dorf hat Zukunft“.
Vereine
- TSV Emtinghausen von 1910 e. V.
- Emhuser Plattsnackers e. V. (gegründet 1984)
- Dorfverein Emtinghausen-Bahlum e. V. (gegründet 2009)
- Schützenverein Emtinghausen e. V.
- Schützenverein Bahlum e. V. (gegründet 1926)
- Deutsches Rotes Kreuz Ortsverein Emtinghausen-Bahlum e. V. (gegründet 1881)
- LandFrauenverein Thedinghausen e. V. (hat seinen Sitz in Emtinghausen)

### Baudenkmale
In der Liste der Baudenkmale in Emtinghausen sind für Emtinghausen vier Baudenkmale aufgeführt, darunter die
- Windmühle Emtinghausen